# Wind Tre

2016–2020
2020–présent

Wind Tre S.p.A., stylisé comme WINDTRE, est une société de télécommunications italienne du groupe CK Hutchison Holdings Limited, qui propose des services de téléphonie mobile et fixe.
Elle est née le 31 décembre 2016 de la fusion de deux sociétés de télécommunications italiennes, à savoir 3 Italia et Wind, contrôlées respectivement par CK Hutchison Holdings et VimpelCom,,.
Depuis le 7 septembre 2018, CK Hutchison Holdings est l'unique actionnaire de Wind Tre puisque, à la suite de l'approbation de la Commission Européenne, le groupe de Hong Kong a finalisé l'acquisition des 50 % restants de la société auprès de VEON (anciennement VimpelCom),,.
En 2022, il est le premier opérateur mobile italien pour SIM HUMAN, troisième après TIM et Vodafone en termes de nombre total de cartes actives.

## Histoire
Le 31 décembre 2016, le projet de création d'une coentreprise à parts égales entre CK Hutchison Holdings, propriétaire de 3 Italia, et VimpelCom, propriétaire de Wind, a été finalisé,. Le projet prévoyait la fusion de 3 Italia et Wind au sein de Wind Tre.
Le 7 septembre 2018, VEON (anciennement VimpelCom) a vendu sa participation de 50 % dans Wind Tre à CK Hutchison Holdings, qui est ainsi devenu l'unique actionnaire.
Malgré la fusion, la société a conservé les marques Wind, 3 Italia et Infostrada actives (à l'exception de Wind Business et 3 Business qui sont devenues Wind Tre Business le 23 mai 2017) jusqu'au 16 mars 2020,,, date à laquelle la société a entamé un processus de rebranding qui a conduit à la naissance des marques unifiées Wind Tre, Wind Tre Business et Very Mobile (née le 24 février 2020, en tant qu'opérateur de téléphonie mobile virtuel pour concurrencer Iliad, ho-mobile et Kena Mobile),,. Very Mobile a été le premier MVNO à commercialiser ses offres également sur eSIM et à expérimenter les technologies VoLTE et VoWiFi,,,.
En août 2022, la société a obtenu l'autorisation de l'AGCOM pour démarrer une collaboration avec Iliad pour le partage de la 5G dans les zones rurales à faible densité de population. En janvier 2023, la création de la coentreprise Zefiro Net, contrôlée conjointement par les deux sociétés, a été finalisée.
Le 2 février 2024, Wind Tre a signé un accord pour l'acquisition des actifs, y compris l'infrastructure réseau, d'OpNet (anciennement Linkem), qui sera acquis à 100 % par Wind Tre avec toutes les autres filiales, à l'exception de Tessellis (anciennement Tiscali). Le 1er août, la transaction a été finalisée,,,.

## Marques et logos

### Wind Tre
- 2016–2020
- 2020–présent

### Wind Tre Business

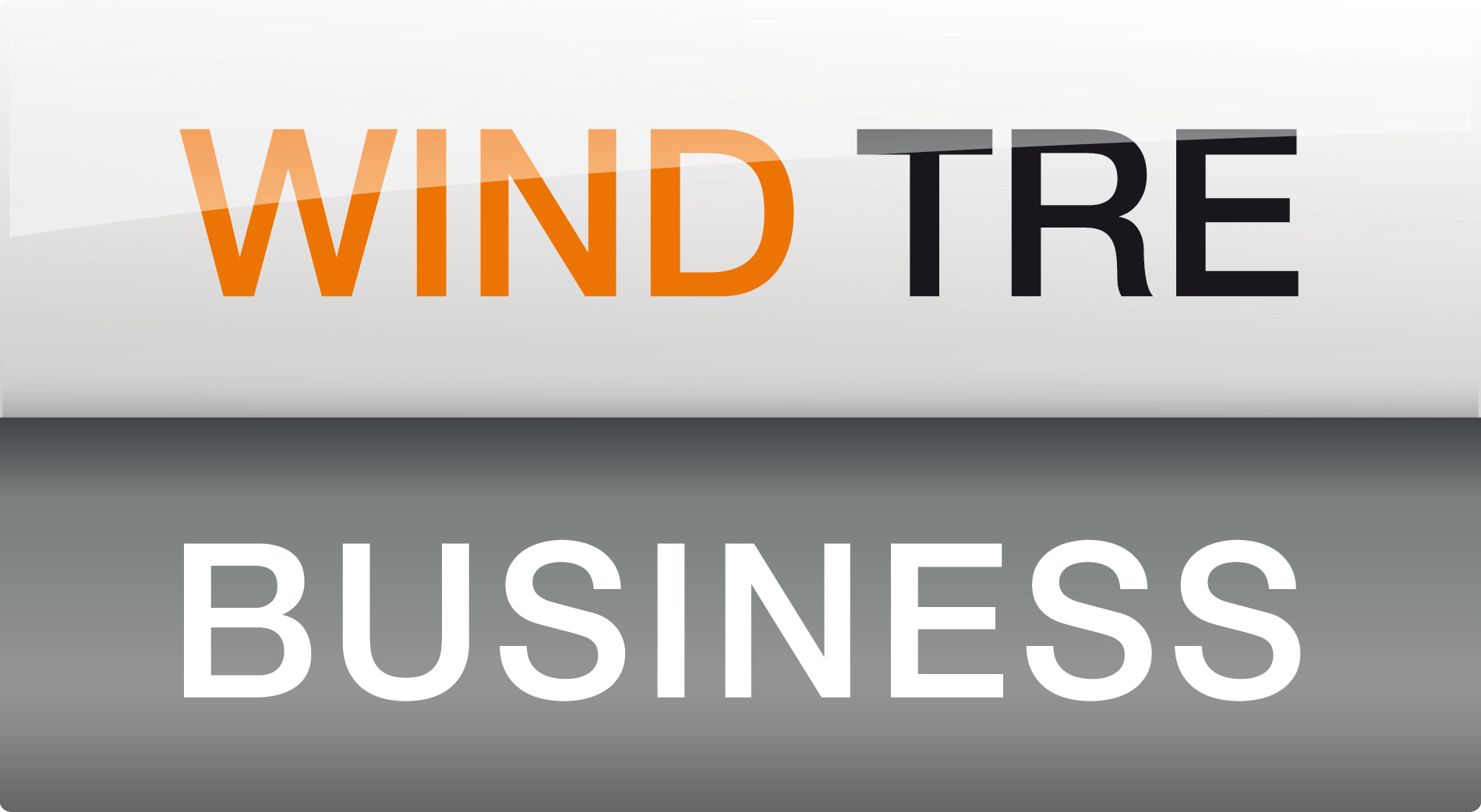
2017–2020
2020–présent

### Very Mobile

2020–présent

### Abandonnées

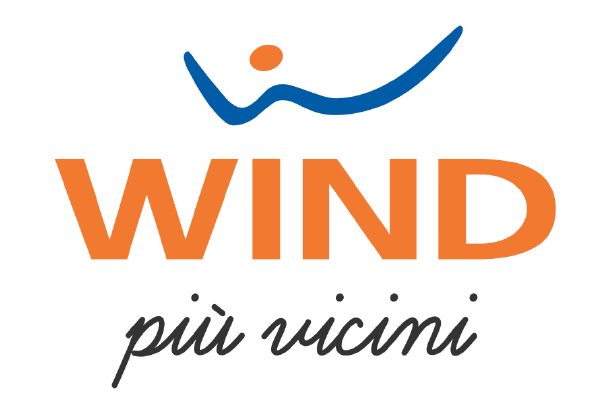
Wind
3 Italia
Infostrada